# Année sainte compostellane
L'Année sainte compostellane ou jubilaire (en galicien : Ano Santo Xacobeo) survient chaque fois que la fête de saint Jacques (la principale fête de l'apôtre), le 25 juillet, tombe un dimanche, ce qui se produit quatre fois tous les vingt-huit ans. Ceci arrive avec une cadence régulière tous les 11-6-5-6 ans. Il en résulte qu'en chaque siècle ont lieu treize à quinze Années jubilaires, quatorze étant la fréquence la plus commune. Ont été Années jubilaires : 1993, 1999, 2004, 2010. L'année 2021 est une année sainte. La pandémie de COVID-19 empêchant sa célébration dans les conditions habituelles, l'Église de Compostelle a obtenu du pape François sa prolongation en 2022. 2027 sera la prochaine année sainte ou jubilaire.

## La première année sainte
Les tenants de la primauté de Compostelle attribuèrent au pape Calixte II (1119-1124) le fait d'avoir accordé en 1122 à Compostelle le premier « jubilé plein de l'année sainte » qui permettait aux pèlerins de bénéficier de l'indulgence plénière (rémission totale des péchés). Par la bulle pontificale Regis Æterni promulguée en 1179, le pape Alexandre III aurait confirmé ce privilège. Il est un argument pour ceux qui voient en Saint-Jacques-de-Compostelle le 3e grand pèlerinage médiéval après Rome et Jérusalem. Mais la bulle Regis Æterni fait référence à l'année sainte de Rome instituée en 1300. Il s'agit donc d'un faux, sans doute élaboré au XVe siècle, comme il y en eut beaucoup dans l'histoire de Compostelle.
Dans sa thèse publiée en 2000 sous le titre Compostelle et cultes de saint Jacques au Moyen Age, Denise Péricard-Méa fait remonter la première année sainte à l’archevêque Béranger de Landore en 1322. Nommé archevêque de Compostelle en 1317, il mit en effet quatre ans à prendre possession de son siège. En 1322, année où le 25 juillet était un dimanche, il put enfin « célébrer sa première messe solennelle sur le maître-autel de la cathédrale ».
11 ans plus tard, en 1333, le 25 juillet est également un dimanche. Selon la périodicité rappelée ci-dessus, les années saintes suivantes sont : 1339, 1344, 1350, 1361, 1367, 1372, 1378, 1389, 1395, 1400, 1406, 1417, 1423, 1428, 1434. Et voilà 1434, première année sainte dont la date est validée par un document historique, l'annonce du Pas-d'Armes du seigneur Suero de Quinones au Pont d'Orbigo. Ce document mentionne explicitement qu'il s'agit d'une année sainte. Il a été annoncé officiellement à la cour de Jean II roi de Castille, le 1er janvier 1434. Cette même année, le roi Jean accorde un sauf-conduit à tous les Pèlerins.
Antérieurement, l'année sainte 1372 fut celle où le roi de Castille Henri II se rendit à Saint-Jacques et où le roi de France, Charles V le Sage, prit le patronage de la chapelle du Saint-Sauveur dans la cathédrale.
Plus tard, Nompar de Caumont et Margery Kempe choisirent 1417 pour leur pèlerinage

## L'indulgence plénière
Ce n'est qu'à partir du début du XVe siècle que l'indulgence plénière semble avoir été associée à l'année sainte. Pour obtenir l'indulgence plénière, il faut réunir les conditions suivantes :
1. Visiter la cathédrale de Saint-Jacques-de-Compostelle, en Galice (Espagne) où, selon une tradition, se trouve la tombe de l'apôtre saint Jacques, dit « le Majeur ».
2. Faire une prière, et prier aussi pour les intentions du Pape. Il est recommandé d'assister à la messe.
3. Recevoir les sacrements de la pénitence (quinze jours avant ou après) et recevoir la communion.

Le jubilé dure un an à compter de l'ouverture de la Porte Sainte de la cathédrale, le 31 décembre précédant l'année sainte, qui marque symboliquement le début des grandes cérémonies qui auront lieu ensuite. Cette porte n'est ouverte qu'à l'occasion de l'Année Jubilaire Compostellane.

### Lebotafumeiro

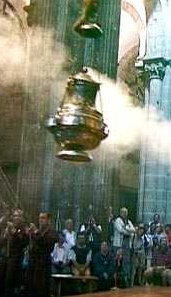
Botafumeiro

À l'occasion de célébrations liturgiques spéciales et pendant l’Année Sainte au cours de la messe du pèlerin qui se déroule tous les jours à 12h00, les visiteurs auront la chance de contempler la singulière cérémonie du botafumeiro, un spectaculaire encensoir en laiton argenté et pesant quatre-vingts kilos. À l'origine, cet encensoir servait à parfumer la cathédrale. Il pend à une corde du haut du transept. Pendant qu'on le balance comme s'il s'agissait d'un pendule, huit hommes (tiraboleiros) donnent de la corde au point le plus élevé du mouvement et tirent sur elle au point le plus bas. On accroît ainsi l'oscillation de l'encensoir pour l'élever à 21 mètres de haut dans la voûte, en formant un arc de 65 mètres tout au long du transept, depuis la porte de la Azabachería jusqu'à celle de Platerías. Il passe au ras du sol à une vitesse de 68 km/h en laissant derrière lui un fin sillage de fumée et d'encens.

## Les Années saintes compostellanes
Tableau des Années Saintes Compostellanes correspondants aux XXe et XXIe siècles à partir de 1909 jusqu'à 2094 par cycles périodiques tous les 28 ans, suivant une périodicité tous les :  6 - 5 - 6 - 11  années.
|         | +6 ans | +5 ans | +6 ans | +11 ans |
| ------- | ------ | ------ | ------ | ------- |
| +28 ans | 1909   | 1915   | 1920   | 1926    |
| +28 ans | 1937   | 1943   | 1948   | 1954    |
| +28 ans | 1965   | 1971   | 1976   | 1982    |
| +28 ans | 1993   | 1999   | 2004   | 2010    |
| +28 ans | 2021   | 2027   | 2032   | 2038    |
| +28 ans | 2049   | 2055   | 2060   | 2066    |
| +28 ans | 2077   | 2083   | 2088   | 2094    |

Les dates du tableau peuvent être vérifiées ici

## Fréquentation lors des années saintes depuis 1909
| Année | Nombre total de pèlerins. | Arrivées à Santiago |
| ----- | ------------------------- | ------------------- |
| 1909  | 140 000                   |                     |
| 1915  | 103 000                   |                     |
| 1920  | 112 000                   |                     |
| 1926  | 90 000                    |                     |
| 1937  | 134 000                   |                     |
| 1938  | 8 000                     |                     |
| 1943  | 200 000                   |                     |
| 1948  | 500 000                   |                     |
| 1954  | 700 000                   |                     |
| 1965  | 2 500 000                 |                     |
| 1971  | 4 000 000                 | 451                 |
| 1976  | 4 000 000                 | 243                 |
| 1982  | 4 000 000                 | 1 868               |
| 1993  | 7 000 000                 | 99 436              |
| 1999  | 10 800 000                | 154 613             |
| 2004  | 12 000 000                | 179 944             |
| 2010  | 9 200 000                 | 272 340             |

## Sources et références
- (es) peregrinossantiago.es Statistiques depuis 2004.

1. ↑  Xosé M. SÁNCHEZ SÁNCHEZ, « REGIS ÆTERNI OU LA CONSTRUCTION DU PSEUDO-ORIGINAL SUR LA CONCESSION DU JUBILÉ COMPOSTELLAN », Compostelle. Cahier d’Études de Recherche et d’Histoire Compostellanes,‎ 2007, Pp. 31-47
2. ↑  Humbert Jacomet, « La fondation de la chapelle du roi de France à la cathédrale de Saint-Jacques de Gompostelle par Charles V de Valois et la mission de Mathieu de Fresnes (février 1372) », Bulletin de la Société Nationale des Antiquaires de France 2006,‎ 2012, pp. 45-59 (lire en ligne)
3. ↑  Adeline Rucquoi, Françoise Michaud-Fréjaville, Philippe Picone, Le voyage à Compostelle. Du Xe au XXe siècle, Paris, Laffont, 2018, pp. 100-111
4. ↑  Sternenweg, Mitgliederzeitschrift der Deutschen St. Jakobus-Gesellschaft e.V., Nr. 28 (2001) S. 26, Nr. 35 (2005) S. 24-27.
5. ↑  Ces statistiques issues de l'article allemand indiquent vraisemblablement le nombre de « pèlerins x étapes » (à vérifier)
6. ↑  18. Januar 2011, El Correo Gallego